# Lee Kang-in
Lee Kang-in (em coreano:  이강인; Incheon, 19 de fevereiro de 2001) é um futebolista sul-coreano que atua como meia-atacante ou ponta no Paris Saint-Germain, clube da Ligue 1, e na Seleção Sul-Coreana.

## Carreira

### Início de carreira
Começou aos 8 anos, no Incheon United, em 2009. Teve uma passagem rápida de 1 no Flyings FC, em 2011, se mudando no mesmo ano para o Valencia, no mesmo ano.

### Valência B
Lee ingressou no Valencia em julho de 2011. Em 15 de dezembro de 2017, entrou para o Valencia B. Estreou em 21 de dezembro de 2017, contra o Deportivo Aragón, sendo substituído aos 82 minutos. Deu uma assistência  17 de fevereiro de 2018, frente ao UE Llagostera, sendo substituído aos 76 minutos e assistido na prorrogação. Fez seu 1° gol em 6 de maio de 2018, jogando contra o CE Sabadell.
Lee fez sua estreia no time principal no dia 30 de outubro de 2018, começando e jogando 83 minutos da vitória por 2–1 sobre o CD Ebro na Copa del Rey, se tornando o jogador sul-coreano mais jovem a estrear profissionalmente na Europa.

### Valencia
Lee fez sua estreia na La Liga no 12 de janeiro de 2019, substituindo Cheryshev aos 86 minutos no empate de 1-1 com o Valladolid. Tornou-se o 2° jogador mais jovem a estrear na La Liga, com 17 anos, 10 meses e 24 dias, atrás somente de Ander Barrenetxea, da Real Sociedad, que estreou com 16 anos, 11 meses e 24 dias. Ele também se tornou o mais jovem não espanhol e o primeiro estreante asiático pelo Valencia, bem como o 5° coreano a jogar na La Liga (depois de Lee Chun-soo em 2003 pela Real Sociedad, Lee Ho-jin em 2006 pelo Racing Santander, Park Chu-young em 2012 pelo Celta de Vigo e Kim Young-gyu em 2013, pelo Almería).
Em 30 de janeiro de 2019, após alternar entre o time principal e o B, Lee ingressou oficialmente no time titular do Valencia, recebendo a camisa número 16.

#### 2019–20
Em 17 de setembro de 2019, Lee fez sua estreia na Liga dos Campeões ao substituir Rodrigo na vitória por 1-0 sobre o Chelsea, tornando-se o jogador sul-coreano mais jovem a estrear na competição, com 18 anos e 6 meses, batendo o recorde anterior de Jeong Woo-yeong. Também se tornou o 5° mais jovem a estrear pelo Los Ches na mesma competição.
Em 25 de setembro de 2019, ele marcou seu 1° gol na La Liga, no empate de 3 a 3 contra o Getafe, tornando-se o mais jovem não espanhol a marcar pelo Valencia, com 18 anos e 219 dias de idade, quebrando o recorde anterior de Mohamed Sissoko, que marcou na Copa da UEFA de 2003–04 e o 3.° mais jovem de todos os tempos, atrás apenas de Juan Mena e Fernando Gómez.
Seu recorde como o mais jovem artilheiro não espanhol do Valencia foi quebrado na temporada seguinte pelo seu companheiro de equipe Yunus Musah.

#### 2020–21
Em 13 de setembro de 2020, Lee se tornou o jogador mais jovem, com 19 anos e 207 dias, a fazer duas assistências em uma partida da La Liga no século XXI, na vitória por 4–2 sobre o Levante, quebrando o recorde anterior de Juan Mata em 2008, com 20 anos e 150 dias.
Após 10 anos, rescindiu seu contrato com o Valencia em 28 de agosto de 2021.

### Mallorca
Em 30 de agosto, Lee foi anunciado como novo reforço do Mallorca em um transferência gratuita, assinando até junho de 2025. Fez seu 1.º gol com a camisa do Mallorca em 23 de setembro de 2021, fazendo o único gol da derrota de 6–1 para o Real Madrid na 6.ª rodada da La Liga.
Lee Kang-in foi um dos destaques do Mallorca na temporada 2022–23 tendo disputado 39 partidas, marcando seis gols e dando seis assistências. Ao todo, disputou 73 partidas e marcou sete gols pelo Mallorca.

### Paris Saint-Germain
Em 9 de julho de 2023, Lee foi anunciado oficialmente como novo reforço do Paris Saint-Germain pelo valor de cerca de 22 milhões de euros e com contrato até 2028, sendo o quarto reforço do clube parisiense para a temporada e o primeiro sul-coreano a ser contratado pelo clube. Fez sua estreia em 12 de agosto de 2023, pela primeira rodada do Campeonato Francês, no empate por 0–0 contra o Lorient no Parc des Princes. Em 25 de outubro, Lee marcou seu primeiro gol pelo PSG, na vitória por 3–0 sobre o Milan, válida pela Liga dos Campeões.

## Seleção Sul-Coreana

### Sub-19
Jogou pela seleção Sub-19 da Coreia do Sul, tendo estreado em 27 de maio de 2018, na derrota por 4–1, para a França Sub-19.

### Sub-20
Lee foi convocado para representar a seleção sul-coreana de Sub-20 na Copa do Mundo Sub-20 da FIFA 2019 e jogou em todos os grupos e eliminatórias, levando seu time a um histórico vice-campeão no torneio e marcando 2 gols e dando 4 assistências em 7 jogos. Como resultado, ele recebeu a Bola de Ouro como o melhor jogador do torneio.

### Seleção principal
Lee recebeu sua primeira convocação para a seleção da Coreia do Sul em março de 2019, para amistosos contra a Bolívia e a Colômbia, e se tornou o 7º jogador mais jovem a jogar na seleção sul-coreana de futebol. Em 5 de setembro de 2019, Lee fez sua estreia em um amistoso, no empate por 2–2 contra a Geórgia.
Em 12 de novembro, foi um dos 26 convocados para representar a Coreia do Sul na Copa do Mundo de 2022, no Catar. No dia 28 de novembro, em partida válida pela 2ª rodada da fase de grupos da Copa do Mundo FIFA de 2022, Lee contribuiu com uma assistência para o gol de Cho Gue-sung na derrota por 3–2 para a Gana.
Em 13 de outubro de 2023, Lee se destacou num amistoso contra a Tunísia e marcou seus dois primeiros gols pela Seleção na goleada coreana por 4–0, em jogo realizado no Estádio da Copa do Mundo de Seul. Na partida seguinte, Lee voltou a ser destaque, contribuindo com um gol e uma assistência na goleada por 6–0 sobre o Vietnã.

### Sub-23
Foi um dos 22 convocados pelo técnico Kim Hagbun para a disputa dos Jogos Olímpicos de 2020, em Tóquio. Porém, a Coreia do Sul acabou eliminada nas quartas de final ao perder de 6–3 para México, encerrando sua participação na competição.

### Sub-24
Lee integrou o elenco que ganhou a medalha de ouro nos Jogos Asiáticos de 2022 em Hangzhou, na China, ao vencer o na final Japão por 2–1.

## Juventude
Em 2007, Lee, com seis anos, foi destaque na terceira temporada do reality show de futebol americano Fly Shoot Dori da KBS N Sports.  Após seu desempenho excepcional, ele passou pela base de Yoo Sang-chul e em 2009 se juntou ao time juvenil sub-12 do Incheon United . Mais tarde, ele frequentou a Escola Primária Seokjeong em Incheon onde jogou pelo Flyings FC.  Em janeiro de 2011, ele foi para a Espanha por recomendação do seu treinador da base e participou de testes para as equipes juvenis dos clubes espanhóis Villarreal e Valencia . 

## Vida Pessoal
Nascido dia 19 de fevereiro de 2001, em Incheon, Lee é o mais jovem de 3 irmãos. Seu pai, Lee Woon-seong, é um ex-instrutor e grande fã de futebol (especialmente de Diego Maradona).

## Estatísticas

### Clubes
| Equipe            | Temporada         | Campeonato nacional | Campeonato nacional | Campeonato nacional | Copa nacional[a] | Copa nacional[a] | Copa nacional[a] | Competições continentais[b] | Competições continentais[b] | Competições continentais[b] | Outros torneios | Outros torneios | Outros torneios | Total | Total | Total   |
| Equipe            | Temporada         | Jogos               | Gols                | Assist.             | Jogos            | Gols             | Assist.          | Jogos                       | Gols                        | Assist.                     | Jogos           | Gols            | Assist.         | Jogos | Gols  | Assist. |
| ----------------- | ----------------- | ------------------- | ------------------- | ------------------- | ---------------- | ---------------- | ---------------- | --------------------------- | --------------------------- | --------------------------- | --------------- | --------------- | --------------- | ----- | ----- | ------- |
| Valencia B        | 2017–18           | 15                  | 3                   | 2                   | —                | —                | —                | —                           | —                           | —                           | —               | —               | —               | 15    | 3     | 2       |
| Valencia B        | 2018–19           | 11                  | 1                   | 0                   | —                | —                | —                | —                           | —                           | —                           | —               | —               | —               | 11    | 1     | 0       |
| Valencia B        | Total             | 26                  | 4                   | 2                   | 0                | 0                | 0                | 1                           | 0                           | 0                           | 0               | 0               | 0               | 26    | 4     | 2       |
| Valencia          | 2018–19           | 3                   | 0                   | 0                   | 6                | 0                | 0                | 2                           | 0                           | 0                           | —               | —               | —               | 11    | 0     | 0       |
| Valencia          | 2019–20           | 17                  | 2                   | 0                   | 2                | 0                | 0                | 5                           | 0                           | 0                           | —               | —               | —               | 24    | 2     | 0       |
| Valencia          | 2020–21           | 24                  | 0                   | 4                   | 3                | 1                | 0                | 0                           | 0                           | 0                           | —               | —               | —               | 27    | 1     | 4       |
| Valencia          | Total             | 44                  | 2                   | 4                   | 11               | 1                | 0                | 7                           | 0                           | 0                           | 0               | 0               | 0               | 62    | 3     | 4       |
| Mallorca          | 2021–22           | 4                   | 1                   | 0                   | 0                | 0                | 0                | 0                           | 0                           | 0                           | 0               | 0               | 0               | 4     | 1     | 0       |
| Mallorca          | Total             | 4                   | 1                   | 0                   | 0                | 0                | 0                | 0                           | 0                           | 0                           | 0               | 0               | 0               | 4     | 1     | 0       |
| Total na carreira | Total na carreira | 74                  | 7                   | 6                   | 11               | 1                | 0                | 7                           | 0                           | 0                           | 0               | 0               | 0               | 92    | 8     | 4       |

- a.^ Jogos da Copa del Rey
- b.^ Jogos da Liga dos campeões da UEFA e Liga Europa da UEFA

## Títulos

### Valencia
- Copa del Rey: 2018–19[carece de fontes?]

### Paris Saint-Germain
- Supercopa da França: 2023, 2024
- Ligue 1: 2023–24, 2024–25[33]
- Copa da França: 2023–24,[carece de fontes?] 2024–25[34]
- Liga dos Campeões da UEFA: 2024–25[35]
- Supercopa da UEFA: 2025[36]

### Seleção Coreana

#### Sub-20
- Copa do Mundo FIFA Sub-20: Vice-campeão[carece de fontes?]

#### Sub-24
- Ouro nos Jogos Asiáticos de 2022[carece de fontes?]

### Prêmios individuais
- Toulon Tournament Best XI: 2018[37]
- Bola de Ouro da Copa do Mundo Sub-20: 2019[20]
- Jogador asiático jovem do ano: 2019[38]
- Kopa Trophy nominee: 2019[39]
- Revelação do futebol coreano em 2019[40]
- Melhor jogador da Supercopa da França: 2023[carece de fontes?]
- Seleção da Copa da Ásia: 2023[carece de fontes?]